# مراسم

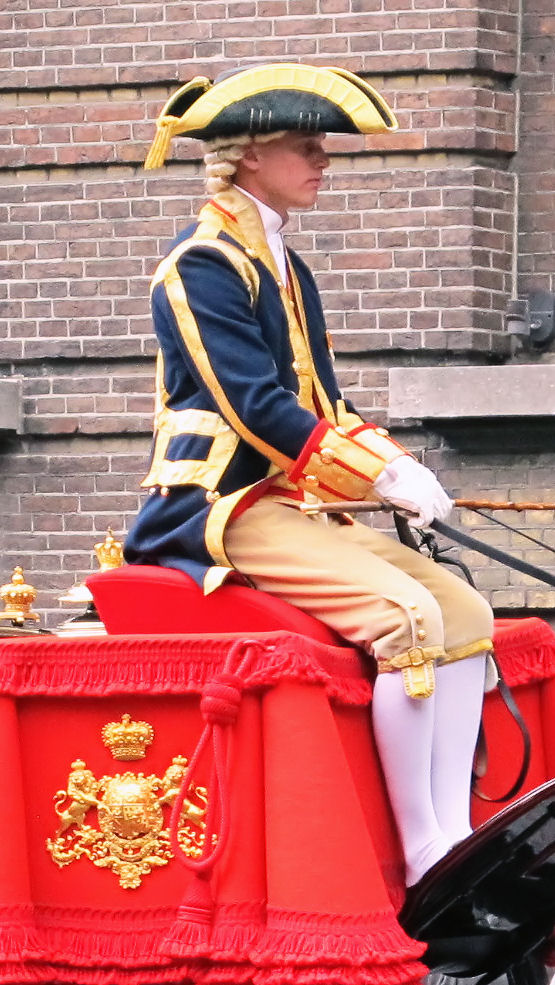
تشریفات در دادگاه در Prinsjesdag

مراسم اسم جمع واژه عربی مرسوم به معنی رویدادهای آیینی با هدف مشخص است که معمولاً از تعدادی مؤلفه هنری تشکیل شده‌است و در یک مناسبت خاص اجرا شد.

## مناسبت‌های مراسم
- ازدواج یا عروسی، مراسم شاخص هر فرهنگی است.[۱]
- تقریباً به همان اندازه مراسم تشییع یا خاکسپاری مهم است.
- تولد، یعنی مراسم نام‌گذاری
- مراسم غسل تعمید یا غسل تعمید
- پاگشایی (هفته گرایش کالج)
- بلوغ
- بزرگسالی اجتماعی (بر و بت میتسوا)، مراسم بلوغ
- دانش‌آموختگی
- مراسم اهدای جایزه
- بازنشستگی
- مرگ (روز مردگان)
  - معنوی (غسل تعمید، عشای ربانی)
- افتتاح بزرگ
- سالخوردگی افسران تازه به خدمت گرفته‌شده در مراسم فارغ‌التحصیلی و راه‌اندازی آکادمی نیروی دریایی ایالات متحده در سال ۲۰۰۵، پست‌های جدید خود را با پرتاب کاورهای میان کشتی به هوا جشن می‌گیرند.

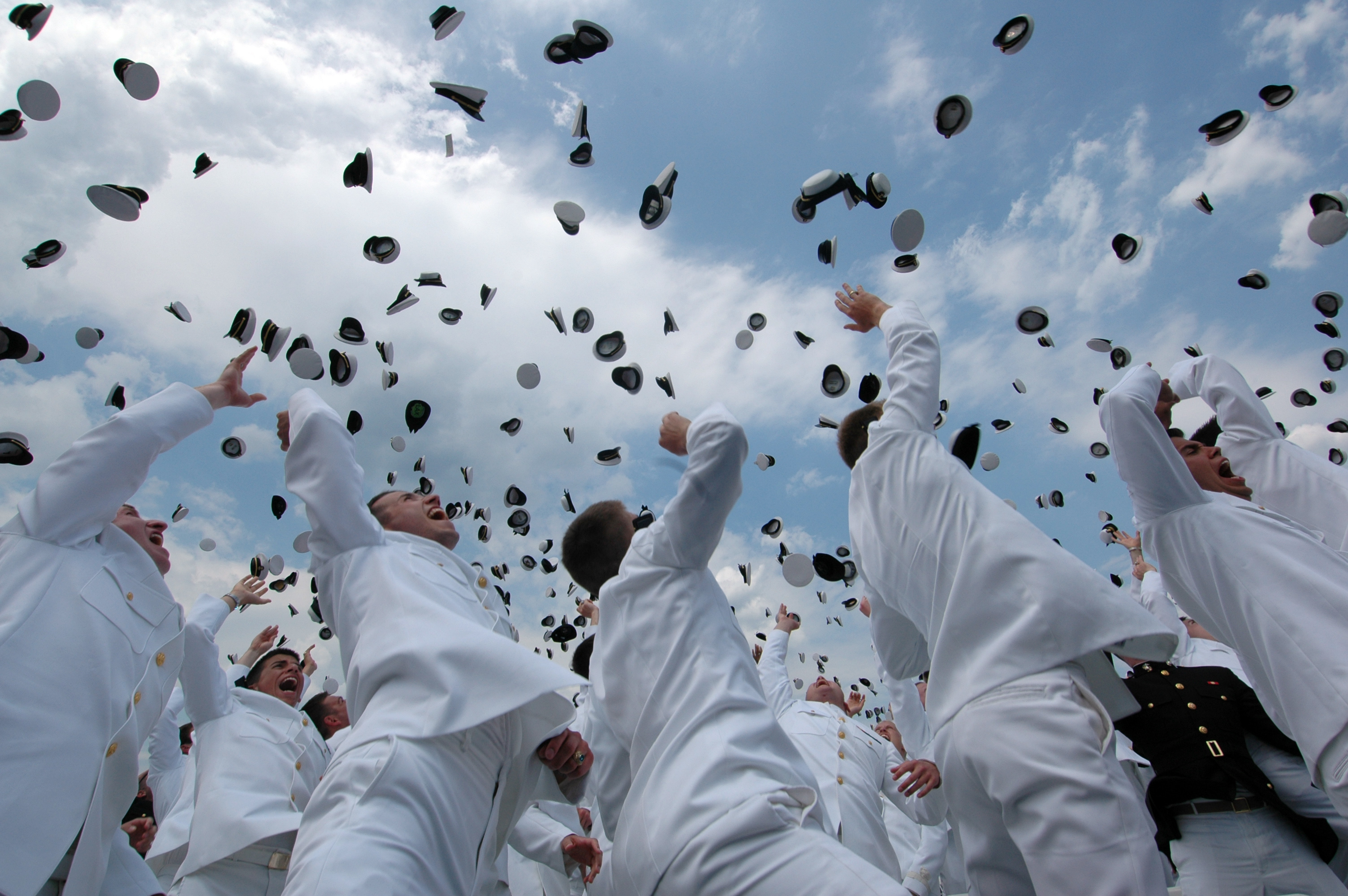
افسران تازه به خدمت گرفته‌شده در مراسم فارغ‌التحصیلی و راه‌اندازی آکادمی نیروی دریایی ایالات متحده در سال ۲۰۰۵، پست‌های جدید خود را با پرتاب کاورهای میان کشتی به هوا جشن می‌گیرند.

هر دو اجزای فیزیکی و کلامی یک مراسم ممکن است بخشی از یک نیایش‌سرایی شوند.

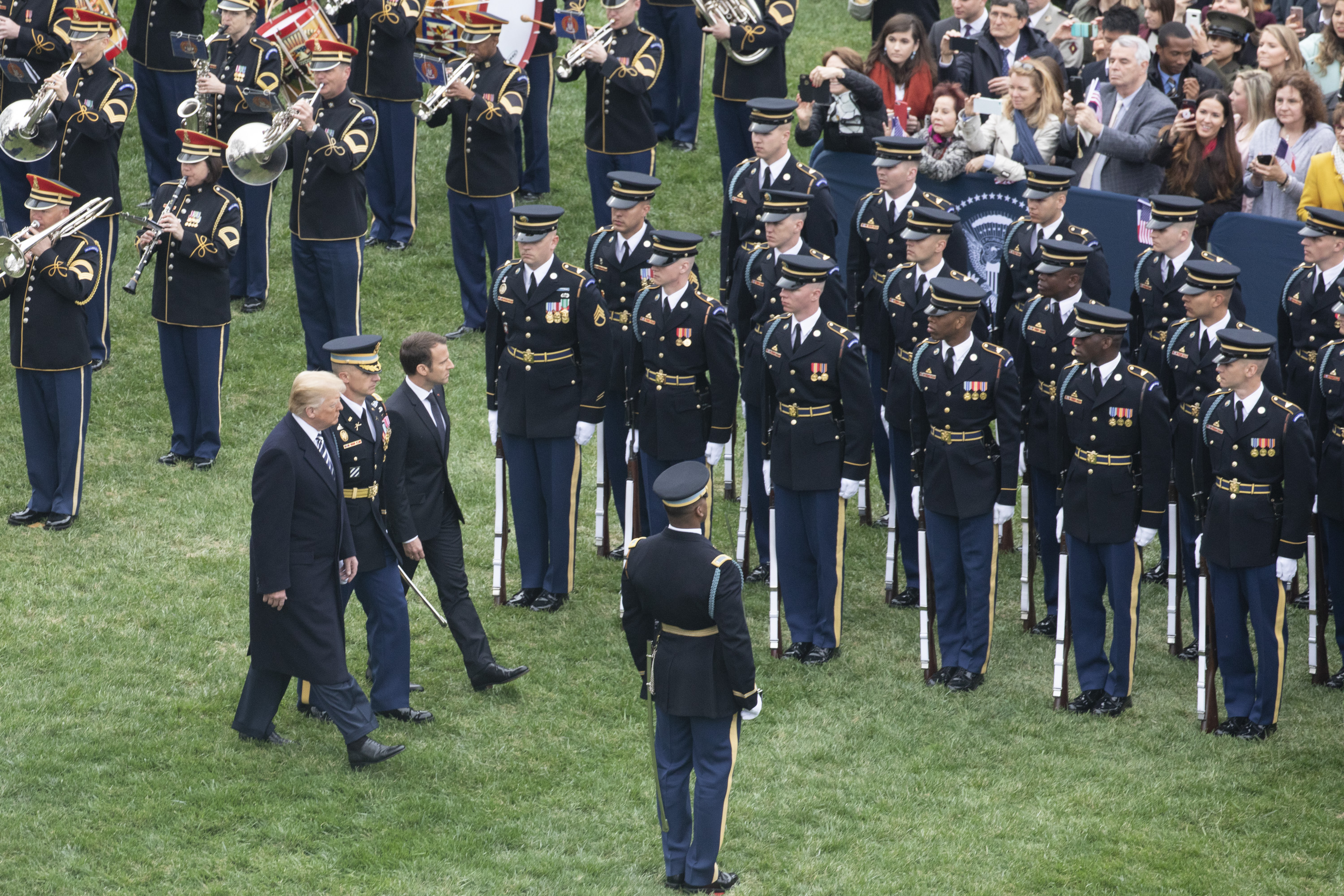
مراسم ورود ایالتی به ایالات متحده

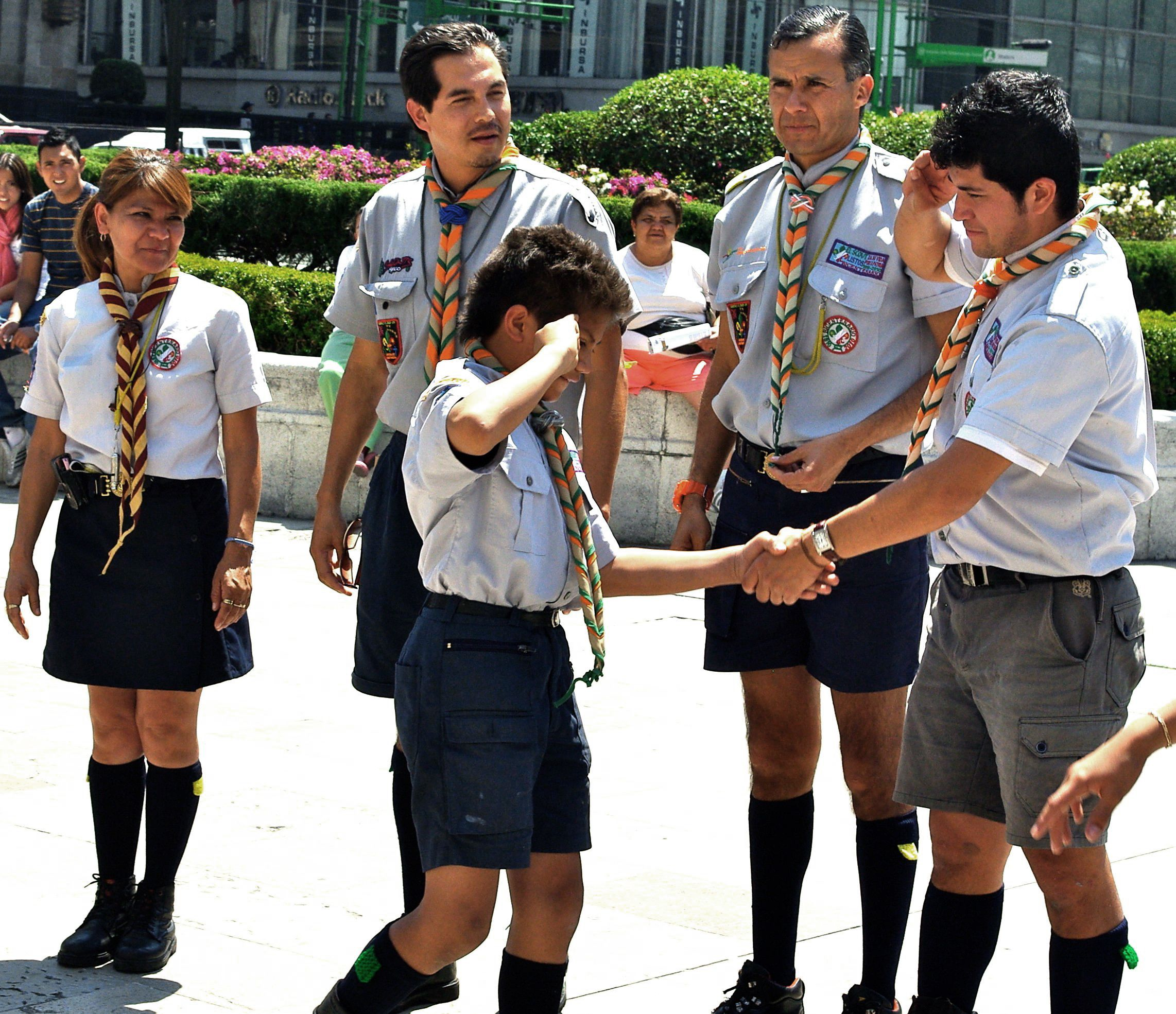
رهبران از پسری به پیشاهنگی استقبال می‌کنند، مارس ۲۰۱۰، مکزیکو سیتی، مکزیک.